# Pfahlberg

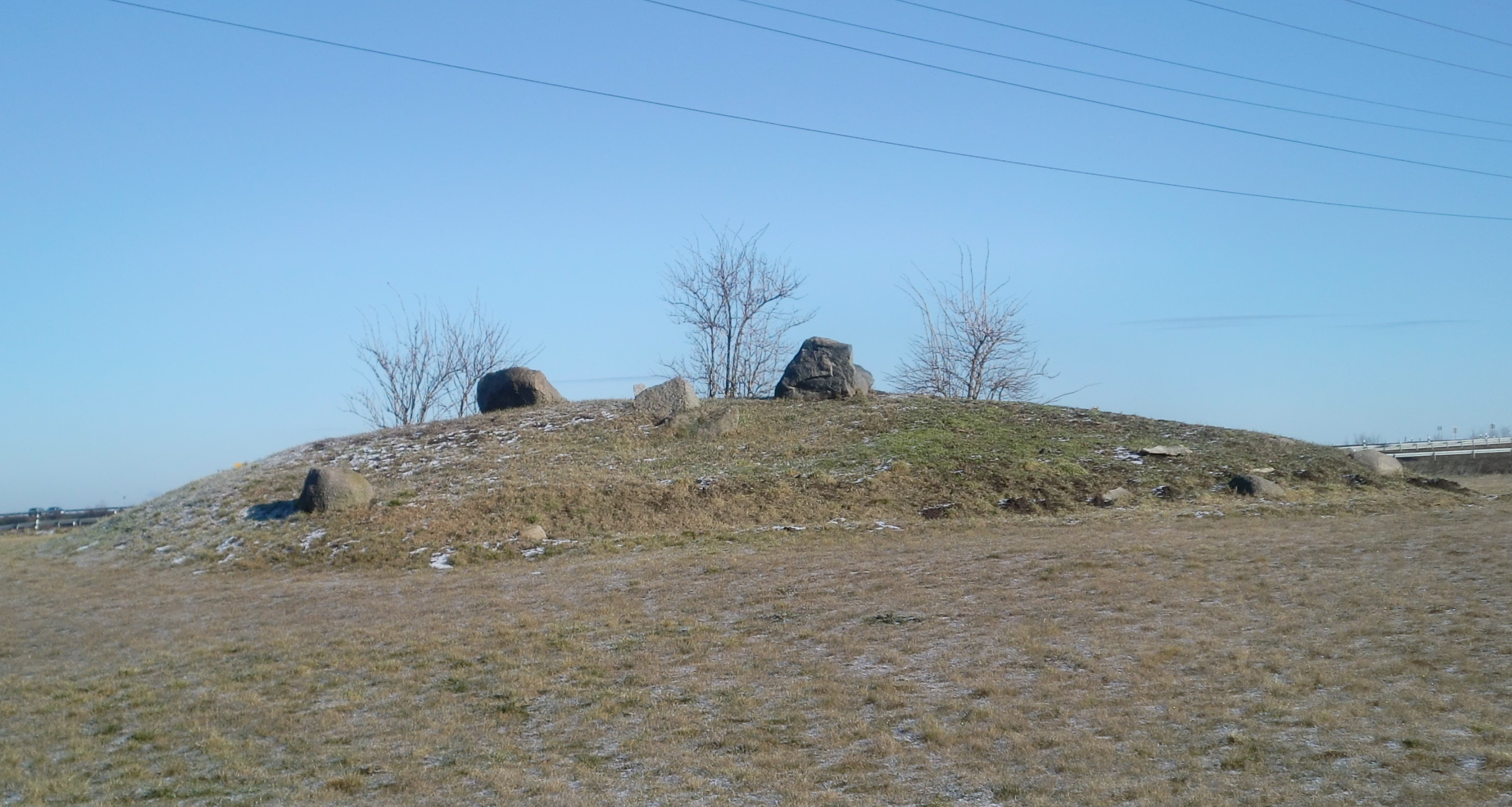
Pfahlberg

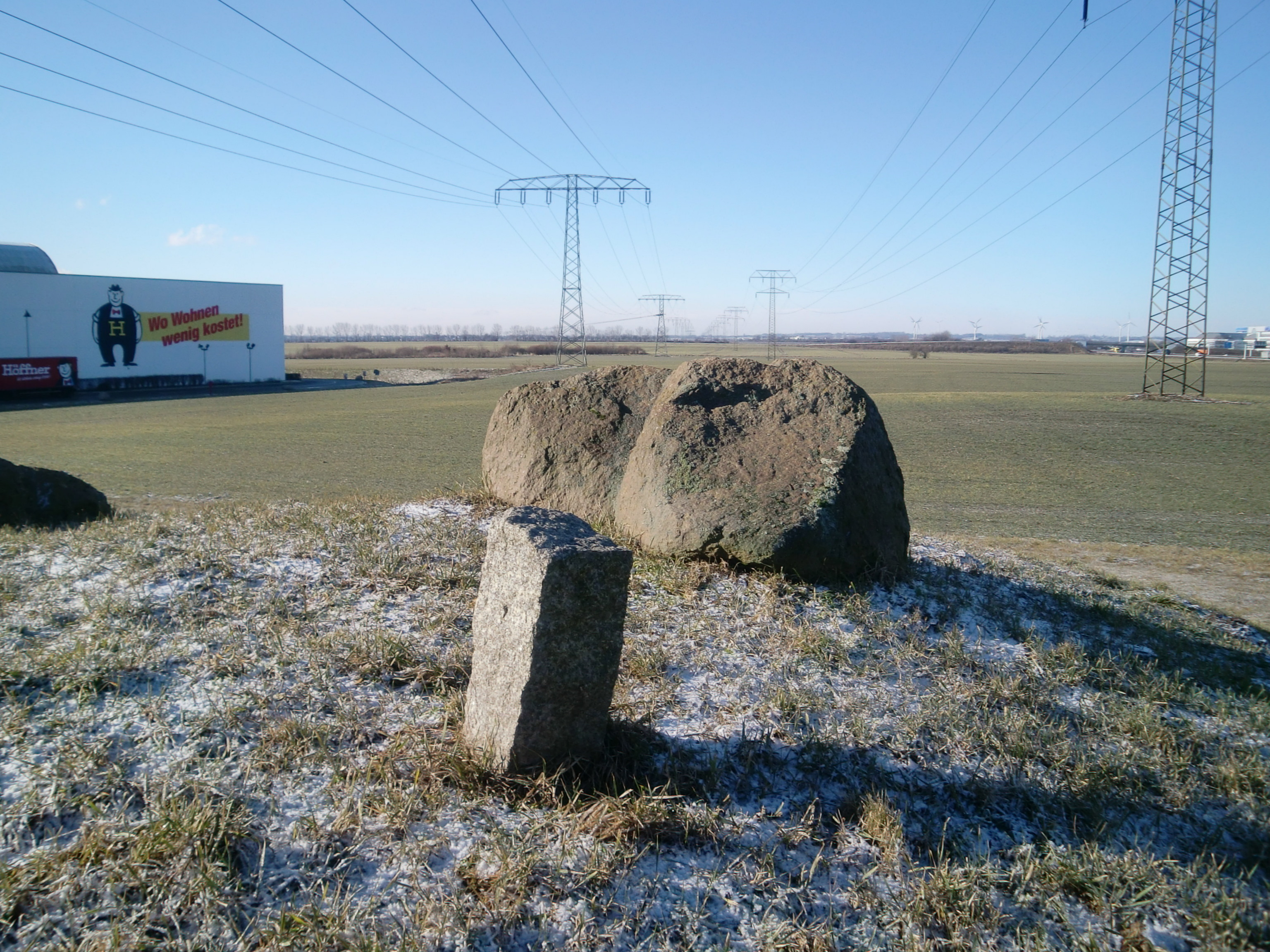
Blick vom Pfahlberg, Pfahl auf dem Pfahlberg

Der Pfahlberg ist ein Großsteingrab auf dem Gebiet der Stadt Magdeburg in Sachsen-Anhalt. In der Nähe der Bäche Große Sülze und Kleine Sülze befand sich diese Grabanlage im Magdeburger Stadtteil Sülzegrund.

## Geschichte
Bereits in historischer Zeit diente die Grabanlage zur Gewinnung von Baumaterial. Steinschläger hatten die großen Steine überwiegend zerkleinert und abtransportiert, so dass im Wesentlichen Schutt zurückblieb. Das Grab blieb dann über lange Zeit unberührt. In der Zeit der DDR entstand südlich des Pfahlbergs die Großwohnsiedlung Kannenstieg. Der Grabhügel wurde zum beliebten Spielplatz. In diesem Zusammenhang kam es erneut zu Eingriffen in das Erdreich des Hügels.
Die Denkmalschutzbehörden entschlossen sich daher 1984 zur Durchführung einer ordnungsgemäßen Ausgrabung.

## Ausgrabung
Es wurden die Reste eines Großsteingrabes freigelegt. Erhalten geblieben war jedoch nur ein Stein von einem Meter Höhe. Der Stein wies eine Bohrung auf, die wohl zu seiner Sprengung dienen sollte. Das Grab bestand ursprünglich aus sechs großen Tragsteinen. Der mit einer Kieselschicht und darüberliegender Lehmschicht bedeckte Boden, war muldenförmig vertieft. Der Grabinnenraum war einen Meter breit und zwei bis drei Meter lang.
In der ehemaligen Grabkammer konnten noch Skelettreste und eine Tasse festgestellt werden. Die Tasse gehörte zur Walternienburger Keramik aus der Zeit zwischen 2800 und 2300 v. Chr. In der gesamten Grabanlage fanden sich eine Vielzahl von Scherben.
Auch in späteren Zeitabschnitten der Ur- und Frühgeschichte diente der Pfahlberg für Bestattungen. So fanden sich dicht unter der Hügeldecke unverzierte Gefäße aus der Zeit zwischen 2000 und 1600 v. Chr. Außerdem fanden sich auf der Grabanlage weitere später entstandene Körper- und Brandgräber.

## Name
Es wird vermutet, dass der Name Pfahlberg auf die möglicherweise in späterer Zeit bestehende Funktion des Berges als Träger eine Grenzpfahles zur Abgrenzung von Feldfluren zurückgeht.
Von dem Berg leiteten sich auch umgebende Flurbezeichnungen ab. So wird auf Karten aus dem Jahr 1838 sowohl der Pfahlberg als auch die erste bis dritte Pfahlwuhne verzeichnet. Seit 1996 heißt eine in der Nähe neu angelegte Straße Am Pfahlberg. Auch das dort entstandene Gewerbegebiet wird als Pfahlberg bezeichnet.
Ein Steinhaufen auf einem Hügel und eine Informationstafel nördlich des Gewerbegebietes erinnert an den geschichtsträchtigen Ort.